# Acipenser medirostris
Acipenser medirostris је зракоперка из реда Acipenseriformes и фамилије Acipenseridae. 

## Угроженост
Ова врста је на нижем степену опасности од изумирања, и сматра се скоро угроженим таксоном.

## Распрострањење
Ареал врсте покрива средњи број држава. 
Врста има станиште у Русији (врло ограничено), Канади, Мексику и Сједињеним Америчким Државама. За популације у Кини, Јапану и Кореји се верује да су изумрле.

## Станиште
Станишта врсте су морски екосистеми, речни екосистеми и слатководна подручја. 